# Cadence Lux
Cadence Lux (Nueva York, 23 de abril de 1992) es una actriz pornográfica y modelo erótica estadounidense.

## Biografía
Cadence Lux nació en abril de 1992 en la ciudad de Nueva York. Es la mediana de un matrimonio con tres hijas. Su primer trabajo fue de empleada en una estación de servicio. Comenzó realizando diversas apariciones en Internet desnuda como camgirl. Debutó como actriz pornográfica en febrero de 2013, con 21 años, siendo su primera escena para la web Mofos.
Como actriz ha trabajado para productoras como Hard X, Hustler, 3rd Degree, Evil Angel, Zero Tolerance, Lethal Hardcore, Pure Taboo, Tushy, New Sensations, Reality Kings, Elegant Angel, Blacked, Naughty America, Girlfriends Films o Kink.com.
En 2017 recibió sus dos primeras nominaciones en los Premios AVN. A Mejor escena de sexo lésbico por la película Lesbian Fantasies, junto a Amara Romani, y a Mejor escena de sexo en realidad virtual por Sorority Sex Party Experience. En 2018 recibió otra nominación en los AVN a Mejor escena de sexo lésbico en grupo por The Faces of Alice, junto a Sara Luvv, A.J. Applegate, Dahlia Sky, Serena Blair, Melissa Moore, Kimmy Granger, Darcie Dolce, Kristen Scott y Bree Daniels.
Ha aparecido en más de 860 películas como actriz.
Algunos de sus trabajos son Against My Religion, Caught Being Naughty, Deep Delivery, Evil Squirters 3, Faces Of Cum 2, Girl Squirt, Interracial Icon 6, Kittens and Cougars 12, Meet My Girlfriend, Private Cleaning o Vegas Sins.

## Premios y nominaciones
| Año  | Ceremonia    | Resultado | Premio                                    | Trabajo                       |
| ---- | ------------ | --------- | ----------------------------------------- | ----------------------------- |
| 2017 | Premios AVN  | Nominada  | Mejor escena de sexo lésbico              | Lesbian Fantasies             |
| 2017 | Premios AVN  | Nominada  | Mejor escena de sexo en realidad virtual  | Sorority Sex Party Experience |
| 2018 | Premios AVN  | Nominada  | Mejor escena de sexo lésbico en grupo     | The Faces of Alice            |
| 2019 | Premios AVN  | Nominada  | Mejor escena de sexo lésbico en grupo     | Whipped Ass 23                |
| 2019 | Premios AVN  | Nominada  | Premio fan: Culo más épico                | —                             |
| 2020 | Premios AVN  | Nominada  | Mejor actriz en mediometraje              | Bad Samaritans                |
| 2020 | Premios XBIZ | Nominada  | Mejor actriz en película lésbica          | The Producer                  |
| 2020 | Premios XBIZ | Nominada  | Mejor escena de sexo en película vignette | Bad Samaritans                |
| 2021 | Premios AVN  | Nominada  | Mejor actriz                              | The Producer II               |
| 2021 | Premios AVN  | Nominada  | Mejor escena de sexo lésbico              | The Path to Forgiveness       |
| 2021 | Premios AVN  | Nominada  | Mejor escena de sexo con transexual       | The Path to Forgiveness       |
| 2021 | Premios XBIZ | Nominada  | Mejor actuación protagonista              | The Path to Forgiveness       |
| 2023 | Premios AVN  | Nominada  | Mejor actriz en mediometraje              | The Creepening                |